# Yeo Lake
Yeo Lake är en sjö i Australien. Den ligger i delstaten Western Australia, omkring 930 kilometer nordost om delstatshuvudstaden Perth. 
Omgivningarna runt Yeo Lake är i huvudsak ett öppet busklandskap. Trakten runt Yeo Lake är nära nog obefolkad, med mindre än två invånare per kvadratkilometer. Genomsnittlig årsnederbörd är 316 millimeter. Den regnigaste månaden är januari, med i genomsnitt 55 mm nederbörd, och den torraste är augusti, med 3 mm nederbörd.